# Ferojci
Ferojci (Farerci; u vlastitom jeziku Føroyingar).- Maleni narod iz sjeverne grane Germana nastanjen poglavito na Ferojskim otocima, Danska.

## Ime
Ime Ferojci, ponekad i Farerci hrvatske su izvedenice za stanovnike Ferojskih ili Farskih otoka, ili u prijevodu Ovčjih otoka, koji su dobili ime po ovcama što su ih sa sobom u novu domovinu doveli Vikinzi iz Norveške.

## Povijest
Ferojci, potomci norveških vikinga otoke su osvojili kroz 9. stoljeće a pokršteni su oko 1000. godine. Za Ferojske otoke se kaže da su bili jedni od posljednjih na Zemlji koje je naselio čovjek. Prvi naseljenici bili su irski redovnici, a znakova ljudske prisutnosti do tada nije bilo. Norvežani pristižu 800.-tih godina, dovodivši sa sobom i ovce koje su se vjerojatno kasnije križale i s islandskim i stvorila se malena pasmina koja se izvrsno prilagodila klimi i terenu. Ferojci će kasnije dolaziti pod vlast prvo Norvežana od 1035. pa do 1380., a kasnije i Danaca. Kada su se 1814. za vrijeme danskog kralja Frederika VI. razdvoliji Norveška i Danska, otoci su ostali Danskoj. Kroz vrijeme Drugog svjetskog rata otoke su od 1940. – 1945. zaposjeli Britanci, a Ferojci pomažu u prehrani britanskih vojnika, i plove pod novom ferojskom zastavom, koju je Velika Britanija službeno i priznala. Godine 1948. Ferojski otoci postaju samoupravna država unutar danskog kraljevstva, a u najnovije vrijeme ferojski narod bori se za potpunu neovisnost. Zastava pod kojom su plovili za vrijeme Drugog svjetskog rata, priznata je kao zastava jednog suverenog naroda.

## Etnografija
Izoliranost od ostalog svijeta omogućio je da dođe do razvoja posebne jezične i etničke zajednice sa svojim posebnim kulturnim obilježjima.
Ferojci žive od ribolova, kitolova (luke Tórshavn, Klaksvík, Tvøroyri, Runavík, Fuglafjørður), ovčarstva (oko 80,000 ovaca), i od ne tako davno, uzgoja krumpira. Ovčetina, riba, kitovo meso i masnoće, i u novije vrijeme krumpir čine osnovu ferojske kuhinje. Tradicionalna jela su skerpikjøt, sušena ovčetina pripremljena u hjalluru. Drugo poznato jelo je ræst kjøt, kuhana polusuha ovčetina. Kuhana riba ræstur fiskur i grind og spik, meso kita Globicephala melaena još su dva ferojska specijaliteta. Jaja morskih ptica također se nalaze na jelovniku.
Stara danska kuća izgrađena je od kamena i naplavnog drveta, i s travom na krovu, što je običaj kakav datira još iz vikinških vremena.
Ferojskom ribolovnom i kitolovnom oruđu pripadaju tradicionalni ručni harpun skutil dug oko 60 centimetarai dva metra dugog drvenog nastavka, od kojega se harpun odvaja; koplje za kitolov  hvalvákn (hvalváknið), s duplom metalnom oštricom dugom oko 40 i širokom 5 centimetara, na vrhu zašiljeno. Koplje je dugo oko 2 metra i opremljeno je konopom, a koristi se s udaljenosti od nekoliko metara ciljajući njime u srce životinje; kuka (udica) za kitolov sóknarongul (sóknarongulin), vezana konopcem i duga oko 40 centimetara;  blásturkrókur; nož grindaknívur.
Ferojci kao i ostali europski narodi imaju svoje plesove a najpoznatiji su stígingarstev i ples s trakom bandadansur.

## Religija
Ferojci pripadaju ferojskoj narodnoj crkvi Fólkakirkjan, ogranku luteranske, ali ima i pripadnika drugih kršćanskih crkava.